# Antecámara (náutica)
En náutica, la antecámara es la división que se hace con mamparos delante de la cámara para el uso de oficiales, esta última a su vez esta delante de la santabárbara.

## Descripción
Es la primera pieza de la cámara del comandante en navíos, fragatas y corbetas.
Algunos llaman también antecámara al espacio que hay en fragatas y corbetas desde el mamparo de la cámara de oficiales hasta el palo mayor; local en el que están la escotilla de la despensa, la escala que sirve para bajar desde la batería a la cámara de oficiales y generalmente la repostería de los guardias marinas y a donde dan la puerta de la camareta de estos y las de los camarotes de algunos oficiales mayores: generalmente, se considera esto como pane del alojamiento de los guardias marinas. 
En los bergantines, la antecámara es el espacio que hay cerrado con mamparos entre la cámara de los oficiales y la del comandante a donde baja desde la cubierta, la escala que sirve para ambas.
En los buques mercantes, destinados a pasajeros, el espacio que hay entre el mamparo de la cámara principal y la escala que conduce a ella.